# Eucera punctissima
Eucera punctissima là một loài Hymenoptera trong họ Apidae. Loài này được de Gaulle mô tả khoa học năm 1908.